# Aglionby
Aglionby – przysiółek w Anglii, w Kumbrii, w dystrykcie (unitary authority) Cumberland. Leży 5 km na wschód od miasta Carlisle i 418 km na północny zachód od Londynu. W latach 1870–1872 osada liczyła 119 mieszkańców.